# Чехословакия на зимних Олимпийских играх 1988
Чехословакия принимала участие в Зимних Олимпийских играх 1988 года в Калгари (Канада) в пятнадцатый раз за свою историю, и завоевала одну серебряную и две бронзовые медали.

## Серебро
- Прыжки с трамплина, мужчины — Павел Плоц.

## Бронза
- Прыжки с трамплина, мужчины — Йиржи Малец.
- Лыжные гонки, 4х10 км, мужчины — Радим Ныч, Вацлав Корунка, Павел Бенц, Ладислав Шванда.